# Musique dans Nashville

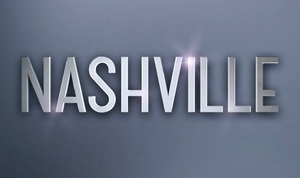
Logo de l'émission Nashville

Cet article présente les chansons interprétées dans la série américaine Nashville par les acteurs durant chaque épisode.

## Musique
La série développe ses propres chansons, qu'interprètent les acteurs à chaque épisode. La plupart sont des originales, écrites spécialement pour la série, mais certaines sont tirées de titres déjà existants, auxquels les artistes rattachés ont donné leur accord.
Le 2 novembre 2012 est sorti le clip officiel de Telescope, interprété par Hayden Panettiere. La version originale n'a rien à voir avec l'extrait parut dans l'épisode 2 (I Can't Help It (If I'm Still in Love with You)), lors du tournage de la vidéo de Juliette Barnes.
Le 24 février 2013, à l’occasion de la Cérémonie annuelle des Oscars, une promo spéciale a été diffusée durant le créneau publicitaire sur ABC. Elle montre Hayden Panettiere sur scène en train d'interpréter le célèbre Fame dans une version inédite. La prestation est entre-coupée de scènes provenant de la série, principalement centrées sur Juliette.
La bande originale de la série est composée par T Bone Burnett, Dann Huff et Michael Knox, et est écrite par une batterie de compositeurs spécialisés, notamment John Paul White (The Civil Wars), Hillary Lindsey et Elvis Costello.
Le 18 juin 2013 est annoncé que T Bone Burnett ne sera plus le compositeur musical pour la saison deux de la série car n'ayant signé que pour la première saison, en plus d'être engagé sur d'autres projets. Il a nommé son bras-droit Buddy Miller (en) pour lui succéder.
Le 31 mars 2014, la chanson Fade Into You, interprétée par Sam Palladio et Clare Bowen durant la saison 1, a été utilisée la 3e semaine de la saison 18 de Dancing with the Stars lors de la prestation de Drew Carey et Cheryl Burke (en). Bien que ce fut les chanteurs de l'émission qui l'ont interprété, ceci montre que la série marque fortement grâce à ses chansons.

## Saison 1 (2012-2013)
| Épisode | Chanson                                                | Interprètes                                                             | Écrit par (Interprète Original)                                                                                                | Single (sortie US et sur radio) | Sortie sur iTunes | Original Soundtrack Album | Clip officiel |
| ------- | ------------------------------------------------------ | ----------------------------------------------------------------------- | --- | ------------------------------- | ----------------- | ------------------------- | ------------- |
| 101     | Already Gone                                           | Rayna (Connie Britton)                                                  | Bande Originale Écrit par Kyle Jacobs, Ben Glover et Joy Williams                                                              | Non                             | Non               | Non                       |               |
| 101     | Love Like Mine                                         | Juliette Barnes (Hayden Panettiere)                                     | Bande Originale Écrit par Kelly Archer, Justin Weaver et Emily Shackelton                                                      | Oui                             | Oui               | Oui                       |               |
| 101     | Boys and Buses                                         | Juliette Barnes (Hayden Panettiere)                                     | Carly Pearce (en) | Non                             | Non               | Oui                       |               |
| 101     | It's My Life                                           | Rayna (Connie Britton)                                                  | Bande Originale Écrit par Bob Dipiero et Sarah Buxton                                                                          | Non                             | Non               | Oui                       |               |
| 101     | Back Home                                              | Deacon (Charles Esten)                                                  | Bande Originale Écrit par Kyle Jacobs, Lee Brice et Joy Williams                                                               | Oui                             | Oui               | Oui                       |               |
| 101     | If I Didn’t Know Better                                | Gunnar & Scarlett (Sam Palladio & Clare Bowen)                          | The Civil Wars | Oui                             | Oui               | Oui                       |               |
| 102     | Telescope                                              | Juliette Barnes (Hayden Panettiere)                                     | Bande Originale Écrit par Hillary Lindsey et Cary Barlowe                                                                      | Oui                             | Oui               | Oui                       | Oui           |
| 102     | Undermine (Acoustic Démo)                              | Juliette Barnes & Deacon Claybourne (Hayden Panettiere & Charles Esten) | Bande Originale Écrit par Trent Dabbs et Kacey Musgraves                                                                       | Oui                             | Oui               | Oui                       |               |
| 102     | Twist of Barbed Wire                                   | Avery Barkley (Jonathan Jackson)                                        | Bande Originale Écrit par Elvis Costello                                                                                       | Oui                             | Oui               | Oui                       |               |
| 102     | I'll Be There (If You Ever Want Me)                    | Gunnar (Sam Palladio)                                                   | Bande Originale Écrit par Ray Price et Rusty Gabbard                                                                           | Oui                             | Non               | Oui                       |               |
| 102     | Matchbox Blues                                         | Deacon Claybourne (Charles Esten)                                       | Bande Originale Écrit par Blind Lemon Jefferson                                                                                | Non                             | Non               | Oui                       |               |
| 102     | No One Will Ever Love You                              | Rayna & Deacon (Connie Britton & Charles Esten)                         | Bande Originale Écrit par Steve Mcwean et John Paul White                                                                      | Oui                             | Oui               | Oui                       |               |
| 103     | I Will Fall (Démo)                                     | Gunnar & Scarlett (Sam Palladio & Clare Bowen)                          | Tyler James (en) & Kate York (en)                                                                                              | Non                             | Oui               | Oui                       |               |
| 103     | If I Didn’t Know Better Remix                          | Gunnar & Scarlett (Sam Palladio & Clare Bowen)                          | The Civil Wars | Oui                             | Oui               | Non                       |               |
| 103     | Telescope (Stella Sisters Version)                     | Maddie & Daphne (les filles de Rayna) (Lennon & Maisy Stella)           | Juliette Barnes (Hayden Panettiere) (dans la série) Bande Originale Écrit par Hillary Lindsey et Cary Barlowe                  | Non                             | Non               | Oui                       |               |
| 103     | Undermine                                              | Juliette Barnes & Deacon Claybourne (Hayden Panettiere & Charles Esten) | Bande Originale Écrit par Trent Dabbs et Kacey Musgraves                                                                       | Oui                             | Oui               | Oui                       |               |
| 103     | Fade Into You                                          | Gunnar & Scarlett (Sam Palladio & Clare Bowen)                          | Bande Originale Écrit par Trevor Rosen, Shane McAnally et Matt Jenkins                                                         | Oui                             | Oui               | Oui                       |               |
| 104     | Changing Ground                                        | Rayna + Deacon (Connie Britton + Charles Esten)                         | Bande Originale Écrit par Gillian Welch                                                                                        | Non                             | Non               | Oui                       |               |
| 105     | Yellin' from the Rooftop                               | Juliette Barnes (Hayden Panettiere)                                     | Bande Originale Écrit par Busbee and Sarah Buxton                                                                              | Oui                             | Oui               | Oui                       |               |
| 105     | American Beauty                                        | Rayna James (Connie Britton)                                            | Bande Originale | Non                             | Non               | Non                       |               |
| 105     | Loving You Is the Only Way to Fly                      | Gunnar & Scarlett (Clare Bowen & Sam Palladio)                          | Bande Originale Écrit par Buxton Hughes                                                                                        | Oui                             | Oui               | Oui                       |               |
| 105     | Sideshow                                               | Deacon (Charles Esten)                                                  | Bande Originale Écrit par Aaron Scherz et Brad Tursi                                                                           | Non                             | Non               | Oui                       |               |
| 105     | Buried Under                                           | Rayna James (Connie Britton)                                            | Bande Originale Écrit par Chris DeStefano et Natalie Hemby                                                                     | Oui                             | Oui               | Oui                       |               |
| 106     | Kiss                                                   | Avery Barkley (Jonathan Jackson)                                        | Bande Originale Écrit par Sean McConnell                                                                                       | Oui                             | Oui               | Oui                       |               |
| 106     | Love Like Mine (Acoustic)                              | Juliette Barnes & Sean Butler (Hayden Panettiere & Tilky Jones)         | Bande Originale Écrit par Kelly Archer, Justin Weaver et Emily Shackelton                                                      | Non                             | Non               | Non                       |               |
| 106     | Buried Under (Alternate Version)                       | Rayna James (Connie Britton)                                            | Bande Originale Écrit par Chris DeStefano et Natalie Hemby                                                                     | Oui                             | Non               | Non                       |               |
| 107     | Papa Writes to Johnny                                  | Deacon (Charles Esten)                                                  | Bande Originale Écrit par Gillian Welch                                                                                        | Oui                             | Oui               | Oui                       |               |
| 107     | The Morning of the Rain                                | Avery (Jonathan Jackson)                                                | Bande Originale Écrit par Jonathan Jackson.                                                                                    | Non                             | Oui               | Oui                       |               |
| 107     | Ring of Fire                                           | Scarlett (Clare Bowen)                                                  | Johnny Cash | Non                             | Non               | Oui                       |               |
| 107     | (You've Got the) Wrong Song (Live Version)             | Rayna James & Juliette Barnes (Connie Britton & Hayden Panettiere)      | Bande Originale Écrit par Marv Green, Sonya Isaacs et Jimmy Yeary                                                              | Non                             | Oui               | Non                       |               |
| 108     | Peace in the Valley                                    | Avery (Jonathan Jackson)                                                | Bande Originale Écrit par Gillian Welch                                                                                        | Oui                             | Oui               | Oui                       |               |
| 108     | When The Right One Comes Along                         | Gunnar & Scarlett (Clare Bowen & Sam Palladio)                          | Striking Matches. Écrit par Georgia Middleman, Justin Davis et Sarah Zimmermann                                                | Oui                             | Oui               | Oui                       |               |
| 108     | For Your Glory                                         | Juliette Barnes (Hayden Panettiere)                                     | Kate York (en), Leeland Mooring, and Jack Mooring                                                                              | Oui                             | Oui               | Oui                       |               |
| 108     | When The Right One Comes Along (Solo Version)          | Gunnar (Sam Palladio)                                                   | Striking Matches. Écrit par Georgia Middleman, Justin Davis et Sarah Zimmermann                                                | Non                             | Non               | Oui                       |               |
| 109     | Wrong Song                                             | Rayna James & Juliette Barnes (Connie Britton & Hayden Panettiere)      | Bande Originale Écrit par Marv Green, Sonya Isaacs et Jimmy Yeary                                                              | Oui                             | Oui               | Oui                       |               |
| 109     | Boys and Buses                                         | Juliette Barnes (Hayden Panettiere)                                     | Carly Pearce (en) | Non                             | Non               | Oui                       |               |
| 109     | Twist of Barbed Wire                                   | Scarlett (Clare Bowen)                                                  | Avery Barkley (Jonathan Jackson) (dans la série) Bande Originale Écrit par Elvis Costello                                      | Oui                             | Oui               | Oui                       |               |
| 109     | Change Your Mind                                       | Gunnar & Scarlett (Clare Bowen & Sam Palladio)                          | Bande Originale Écrit par Hillary Lindsey, Gordie Sampson et Troy Verges                                                       | Oui                             | Oui               | Oui                       |               |
| 110     | Boys and Buses                                         | Juliette Barnes (Hayden Panettiere)                                     | Carly Pearce (en) | Non                             | Non               | Non                       |               |
| 110     | Telescope                                              | Juliette Barnes (Hayden Panettiere)                                     | Bande Originale Écrit par Hillary Lindsey et Cary Barlowe                                                                      | Oui                             | Oui               | Oui                       |               |
| 110     | I'm a Lonesome Fugitive                                | Gunnar & Jason (Sam Palladio & David Clayton Rogers)                    | Merle Haggard | Non                             | Non               | Non                       |               |
| 110     | Buried Under                                           | Rayna James (Connie Britton)                                            | Bande Originale Écrit par Chris DeStefano et Natalie Hemby                                                                     | Oui                             | Oui               | Oui                       |               |
| 110     | Love Like Mine                                         | Juliette Barnes (Hayden Panettiere)                                     | Bande Originale Écrit par Kelly Archer, Justin Weaver et Emily Shackelton                                                      | Oui                             | Oui               | Oui                       |               |
| 111     | Wrong Song (Live Version)                              | Rayna James & Juliette Barnes (Connie Britton & Hayden Panettiere)      | Bande Originale Écrit par Marv Green, Sonya Isaacs et Jimmy Yeary                                                              | Non                             | Oui               | Non                       |               |
| 111     | Keep Asking Why                                        | Avery (Jonathan Jackson)                                                | Écrit par Erin McCarley et Kate York (en)                                                                                      | Oui                             | Oui               | Oui                       |               |
| 111     | One Works Better                                       | Gunnar & Scarlett (Clare Bowen & Sam Palladio)                          | Kate York (en), Tofer Brown, Natalie Hemby et Rosi Golan                                                                       | Oui                             | Oui               | Oui                       |               |
| 112     | Already Gone                                           | Rayna (Connie Britton)                                                  | Bande Originale Écrit par Kyle Jacobs, Ben Glover et Joy Williams                                                              | Non                             | Non               | Non                       |               |
| 112     | I'm a Girl                                             | Juliette Barnes (Hayden Panettiere)                                     | Mallary Hope (en) | Oui                             | Oui               | Oui                       |               |
| 112     | One Works Better                                       | Gunnar & Scarlett (Clare Bowen & Sam Palladio)                          | Kate York (en), Tofer Brown, Natalie Hemby et Rosi Golan                                                                       | Oui                             | Oui               | Non                       |               |
| 112     | Consider Me                                            | Juliette Barnes (Hayden Panettiere)                                     | Ashley Monroe | Oui                             | Oui               | Oui                       |               |
| 113     | Casino                                                 | Gunnar & Scarlett (Clare Bowen & Sam Palladio)                          | Bande Originale. Écrit par Morgane Hayes et Natalie Hemby                                                                      | Oui                             | Oui               | Oui                       |               |
| 114     | We Are Water (Démo)                                    | Juliette Barnes (Hayden Panettiere)                                     | Patty Griffin | Oui                             | Non               | Oui                       |               |
| 114     | I Will Fall                                            | Gunnar & Scarlett (Sam Palladio & Clare Bowen)                          | Tyler James (en) & Kate York (en)                                                                                              | Non                             | Oui               | Oui                       |               |
| 114     | Stronger Than Me                                       | Rayna James (Connie Britton) feat. Kate York (en)                       | Kate York (en) | Oui                             | Oui               | Oui                       |               |
| 115     | Love Like Mine (Acoustic)                              | Deacon (Charles Esten)                                                  | Juliette Barnes (Hayden Panettiere) (dans la série). Bande Originale Écrit par Kelly Archer, Justin Weaver et Emily Shackelton | Non                             | Non               | Non                       |               |
| 115     | Keep Asking Why (Atlanta Mix)                          | Avery (Jonathan Jackson)                                                | Écrit par Erin McCarley et Kate York (en)                                                                                      | Oui                             | Oui               | Non                       |               |
| 115     | Hypnotizing                                            | Juliette Barnes (Hayden Panettiere)                                     | Bande Originale Écrit par Cary Barlowe, Steve Robson et Caitlyn Smith                                                          | Oui                             | Oui               | Oui                       |               |
| 115     | Looking For a Place to Shine                           | Scarlett (Clare Bowen)                                                  | The Lunabelles (en) | Oui                             | Oui               | Oui                       |               |
| 115     | Let There Be Lonely                                    | Avery (Jonathan Jackson)                                                | The Secret Sisters (en) | Oui                             | Oui               | Oui                       |               |
| 116     | Stompin' Grounds                                       | Rayna (Connie Britton)                                                  | | Oui                             | Oui               | Non                       |               |
| 116     | Tough All Over                                         | Gunnar & Will (Sam Palladio et Chris Carmack)                           | Gary Allan (en) | Oui                             | Oui               | Oui                       |               |
| 116     | Ho Hey                                                 | Maddie & Daphne (Lennon et Maisy Stella)                                | The Lumineers | Oui                             | Oui               | Oui                       |               |
| 116     | Hypnotizing                                            | Juliette Barnes (Hayden Panettiere)                                     | Bande Originale Écrit par Cary Barlowe, Steve Robson et Caitlyn Smith                                                          | Oui                             | Oui               | Oui                       |               |
| 117     | We Are Water                                           | Juliette Barnes (Hayden Panettiere)                                     | Patty Griffin | Oui                             | Non               | Oui                       |               |
| 117     | You Ain't Dolly (And You Ain't Porter)                 | Scarlett & Will (Clare Bowen & Chris Carmack)                           | Ashley Monroe | Non                             | Non               | Oui                       |               |
| 117     | Hangin' On A Lie                                       | Juliette Barnes (Hayden Panettiere)                                     | Striking Matches. Écrit par William Justin Davis et Sarah Zimmermann                                                           | Oui                             | Oui               | Oui                       |               |
| 117     | Shine                                                  | Gunnar (Sam Palladio)                                                   | Écrit par Trent Dabbs et Ashley Monroe                                                                                         | Oui                             | Oui               | Oui                       |               |
| 118     | Tough All Over                                         | Will (Chris Carmack)                                                    | Gary Allan (en) | Oui                             | Oui               | Non                       |               |
| 118     | Gun For a Mouth                                        | Gunnar ft.Will (Sam Palladio ft. Chris Carmack)                         | Écrit par David Poe | Non                             | Non               | Oui                       |               |
| 118     | Postcard from Mexico                                   | Rayna & Liam (Connie Britton & Michiel Huisman)                         | Écrit par John Hadley et David Olney                                                                                           | Oui                             | Non               | Oui                       |               |
| 119     | The Morning of the Rain (Roadie Version)               | Avery (Jonathan Jackson)                                                | Bande Originale Écrit par Jonathan Jackson.                                                                                    | Oui                             | Oui               | Oui                       |               |
| 119     | Hypnotizing                                            | Juliette Barnes (Hayden Panettiere)                                     | Bande Originale Écrit par Cary Barlowe, Steve Robson et Caitlyn Smith                                                          | Oui                             | Oui               | Oui                       |               |
| 119     | (I've Been) Used (Live Version)                        | Juliette Barnes (Hayden Panettiere)                                     | Bande Originale Écrit par Ross Copperman et Heather Morgan                                                                     | Oui                             | Oui               | Oui                       |               |
| 119     | End of the Day                                         | Rayna & Deacon (Connie Britton & Charles Esten)                         | Bande Originale Écrit par Sarah Siskind et Madi Diaz                                                                           | Oui                             | Oui               | Oui                       |               |
| 120     | Hypnotizing                                            | Juliette Barnes (Hayden Panettiere)                                     | Bande Originale Écrit par Cary Barlowe, Steve Robson et Caitlyn Smith                                                          | Oui                             | Oui               | Oui                       |               |
| 120     | Ho Hey                                                 | Maddie & Daphne (Lennon et Maisy Stella)                                | The Lumineers | Oui                             | Oui               | Oui                       |               |
| 120     | A Showman's Life                                       | Will (Chris Carmack)                                                    | Jesse Winchester | Oui                             | Oui               | Oui                       |               |
| 120     | If Mamma Coulda Seen Me                                | Gunnar (Sam Palladio)                                                   | Steve Earle | Oui                             | Oui               | Oui                       |               |
| 120     | Looking For a Place to Shine                           | Scarlett (Clare Bowen)                                                  | The Lunabelles (en) | Oui                             | Oui               | Oui                       |               |
| 121     | Bitter Memory                                          | Rayna (Connie Britton) ft. Brad Paisley                                 | Écrit par Lucinda Williams | Oui                             | Oui               | Oui                       |               |
| 121     | Moon is High                                           | Avery & Scarlett (Jonathan Jackson & Clare Bowen)                       | Bande Originale Écrit par Elvis Costello                                                                                       | Oui                             | Oui               | Oui                       |               |
| 121     | Nothing in this World (Will Ever Break My Heart Again) | Juliette Barnes (Hayden Panettiere)                                     | Écrit par Sarah Buxton et Kate York                                                                                            | Oui                             | Oui               | Oui                       |               |

## Saison 2 (2013-2014)
| Épisode | Chanson                                                 | Interprètes                                                                            | Écrit par (Interprète Original)                                                                                                  | Single (sortie US et sur radio) | Sortie sur iTunes | Original Soundtrack Album |
| ------- | ------------------------------------------------------- | -------------------------------------------------------------------------------------- | --- | ------------------------------- | ----------------- | ------------------------- |
| 201     | How You Learn to Live Alone                             | Avery (Jonathan Jackson)                                                               | Bande Originale Écrit par Gretchen Peters et Mary Gauthier.                                                                      | Non                             | Non               | Oui                       |
| 201     | This Love Ain't Big Enough                              | Juliette Barnes (Hayden Panettiere)                                                    | (Titre originel de Rayna Jaymes (dans la série)) Bande Originale Écrit par Jill Andrews, Justin Davis et Sarah Zimmerman.        | Oui                             | Oui               | Non                       |
| 201     | Why Can't I Say Goodnight                               | Gunnar & Scarlett (Sam Palladio & Clare Bowen)                                         | Bande Originale Écrit par Angelo Petraglia (en) et Kim Richey (en)                                                               | Oui                             | Oui               | Oui                       |
| 202     | Tears So Strong                                         | Will Lexington (Chris Carmack)                                                         | Bande Originale Écrit par Jim Lauderdale                                                                                         | Oui                             | Oui               | Non                       |
| 202     | Adios Old Friend                                        | Gunnar Scott (Sam Palladio)                                                            | Bande Originale Écrit par Brett Eldredge and Kim Tribble                                                                         | Oui                             | Oui               | Non                       |
| 202     | Gonna Get Even                                          | Layla Grant (Aubrey Peeples)                                                           | (Titre originel de Juliette Barnes (dans la série)) Bande Originale Écrit par Al Anderson, Pat McLaughlin et Kacey Musgraves.    | Oui                             | Oui               | Non                       |
| 203     | What If I Was Willing                                   | Gunnar Scott (Sam Palladio)                                                            | Bande Originale Écrit par Brian Davis, Randy Montana (en) et Billy Montana (en)                                                  | Non                             | Non               | Non                       |
| 203     | Trouble Is                                              | Juliette Barnes (Hayden Panettiere)                                                    | Bande Originale Écrit par Marv Green et Kate York (en)                                                                           | Oui                             | Oui               | Oui                       |
| 203     | What If I Was Willing                                   | Will Lexington (Chris Carmack)                                                         | (Titre originel de Gunnar Scott (dans la série)) Bande Originale Écrit par Brian Davis, Randy Montana (en) et Billy Montana (en) | Oui                             | Oui               | Oui                       |
| 203     | Waitin'                                                 | Scarlett O'Connor (Clare Bowen)                                                        | Écrit par Caitlin Rose, Mark Fredson, Jordan Lehning et Skylar Wilson                                                            | Non                             | Non               | Oui                       |
| 204     | Wayfaring Stranger                                      | Zoey (Chaley Rose)                                                                     | Chant traditionnel | Oui                             | Oui               | Oui                       |
| 204     | I'm a Girl                                              | Juliette Barnes (Hayden Panettiere)                                                    | Mallary Hope | /                               | /                 | /                         |
| 204     | What If I Was Willing                                   | Gunnar Scott (Sam Palladio)                                                            | Bande Originale Écrit par Brian Davis, Randy Montana et Billy Montana                                                            | Non                             | Non               | Non                       |
| 204     | Come See About Me                                       | Scarlett & Zoey (Clare Bowen & Chaley Rose)                                            | Holland–Dozier–Holland | Non                             | Non               | Oui                       |
| 204     | A Life That's Good                                      | Maddie & Daphne ( Lennon & Maisy Stella)                                               | (Titre originel de Deacon (dans la série)) Bande Originale Écrit par Ashley Monroe et Sarah Siskind                              | Oui                             | Oui               | Oui                       |
| 205     | Be My Girl                                              | Gunnar & Avery (Sam Palladio & Jonathan Jackson)                                       | Écrit par Jon Davidson et Derrick Southerland                                                                                    | Non                             | Non               | Oui                       |
| 205     | Tears So Strong                                         | Will Lexington (Chris Carmack)                                                         | Bande Originale Écrit par Jim Lauderdale                                                                                         | Oui                             | Oui               | Non                       |
| 205     | Be My Girl                                              | Gunnar, Avery & Zoey (Sam Palladio, Jonathan Jackson & Chaley Rose)                    | Écrit par Jon Davidson et Derrick Southerland                                                                                    | Non                             | Non               | Non                       |
| 205     | Best Songs Come from Broken Hearts                      | Rayna (Connie Britton)                                                                 | Bonnie Bishop | Oui                             | Oui               | Non                       |
| 205     | This Town                                               | Scarlett & Deacon (Clare Bowen & Charles Esten)                                        | Jaida Dreyer | Oui                             | Oui               | Oui                       |
| 206     | You're The Kind of Trouble                              | Deacon (Charles Esten)                                                                 | Paul Kennerley | Non                             | Non               | Non                       |
| 206     | That's What I Do                                        | Gunnar (Sam Palladio)                                                                  | Écrit par Lori McKenna et Troy Verges                                                                                            | Oui                             | Oui               | Non                       |
| 206     | Hypnotizing (Acoustic Version)                          | Juliette Barnes (Hayden Panettiere)                                                    | Bande Originale Écrit par Cary Barlowe, Steve Robson et Caitlyn Smith                                                            | Non                             | Oui               | Non                       |
| 206     | Every Time I Fall In Love                               | Scarlett (Clare Bowen)                                                                 | Bande Originale Écrit par Al Anderson, Sarah Buxton et Ken Johnson                                                               | Oui                             | Oui               | Non                       |
| 207     | Hypnotizing                                             | Juliette Barnes (Hayden Panettiere)                                                    | Bande Originale Écrit par Cary Barlowe, Steve Robson et Caitlyn Smith                                                            | /                               | /                 | /                         |
| 207     | Share With You                                          | Maddie & Daphne ( Lennon & Maisy Stella)                                               | Garrison Starr | Non                             | Non               | Oui                       |
| 207     | You're The Kind of Trouble                              | Deacon (Charles Esten)                                                                 | Paul Kennerley | Non                             | Non               | Non                       |
| 208     | Dreams                                                  | Juliette Barnes (Hayden Panettiere)                                                    | Écrit par Jaida Dreyer et Cory Mayo                                                                                              | Oui                             | Oui               | Non                       |
| 208     | Crazy Tonight                                           | Scarlett (Clare Bowen)                                                                 | Écrit par Chip Boyd, Jay Clementi et Kacey Musgraves                                                                             | Oui                             | Oui               | Non                       |
| 208     | Ball and Chain                                          | Gunnar (Sam Palladio)                                                                  | Écrit par Tammi Lynn Kidd et Paul Kennerley                                                                                      | Non                             | Non               | Non                       |
| 208     | Ball and Chain                                          | Gunnar & Scarlett (Sam Palladio & Clare Bowen)                                         | Écrit par Tammi Lynn Kidd et Paul Kennerley                                                                                      | Non                             | Non               | Non                       |
| 208     | Ball and Chain                                          | Rayna & Luke Wheeler (Connie Britton & Will Chase)                                     | Écrit par Tammi Lynn Kidd et Paul Kennerley                                                                                      | Non                             | Non               | Oui                       |
| 209     | Tell Me                                                 | Layla Grant (Aubrey Peeples)                                                           | Écrit par Jaida Dreyer, Andrew Rollins, Cory Mayo et Jody Stevens                                                                | Oui                             | Oui               | Oui                       |
| 209     | A Life That's Good                                      | Maddie & Daphne ( Lennon & Maisy Stella)                                               | (Titre originel de Deacon (dans la série)) Bande Originale Écrit par Ashley Monroe et Sarah Siskind                              | Oui                             | Oui               | Oui                       |
| 209     | Can't Say No to You                                     | Juliette Barnes & Will Lexington (Hayden Panettiere & Chris Carmack)                   | Écrit par Sarah Buxton, Jedd Hughes et Gordie Sampson                                                                            | Non                             | Non               | Oui                       |
| 210     | What If I Was Willing                                   | Will Lexington (Chris Carmack)                                                         | (Titre originel de Gunnar Scott (dans la série)) Bande Originale Écrit par Brian Davis, Randy Montana et Billy Montana           | Oui                             | Oui               | Oui                       |
| 210     | Trouble Is                                              | Juliette Barnes & Avery (Hayden Panettiere & Jonathan Jackson)                         | Bande Originale Écrit par Marv Green et Kate York                                                                                | Oui                             | Oui               | Oui                       |
| 210     | Playin' Tricks                                          | Deacon (Charles Esten)                                                                 | Bande Originale Écrit par Justin Davis, Sarah Zimmerman et Adam Wright                                                           | Non                             | Non               | Oui                       |
| 210     | Can't Get It Right                                      | Gunnar (Sam Palladio)                                                                  | Bande Originale Écrit par Matthew Perryman Jones et Lily Costner                                                                 | Non                             | Non               | Oui                       |
| 211     | Dreams                                                  | Juliette Barnes (Hayden Panettiere)                                                    | Écrit par Jaida Dreyer et Cory Mayo                                                                                              | Oui                             | Oui               | Non                       |
| 211     | Lately                                                  | Gunnar & Scarlett (Sam Palladio & Clare Bowen)                                         | Écrit par Sally Barris, Ashley Monroe et Sarah Siskind                                                                           | Oui                             | Oui               | Non                       |
| 211     | Believing                                               | Maddie & Deacon (Lennon Stella & Charles Esten)                                        | Écrit par Tami Hinesh, Emily Shackelton et Kate York                                                                             | Non                             | Non               | Non                       |
| 212     | Free                                                    | Zac Brown ft. Scarlett (Clare Bowen)                                                   | Zac Brown | Oui                             | Oui               | Non                       |
| 212     | This Time                                               | Rayna & Deacon (Connie Britton & Charles Esten)                                        | Allison Moorer et Jeffrey Steele                                                                                                 | Non                             | Non               | Oui                       |
| 212     | Everything I'll Ever Need                               | Juliette Barnes & Avery (Hayden Panettiere & Jonathan Jackson)                         | Écrit par Dylan Altman et Kate York                                                                                              | Non                             | Non               | Non                       |
| 213     | Dreams                                                  | Juliette Barnes (Hayden Panettiere)                                                    | Écrit par Jaida Dreyer et Cory Mayo                                                                                              | Oui                             | Oui               | Non                       |
| 213     | Crazy Tonight                                           | Scarlett (Clare Bowen)                                                                 | Écrit par Chip Boyd, Jay Clementi et Kacey Musgraves                                                                             | Oui                             | Oui               | Non                       |
| 213     | Don't Put Dirt on My Grave Just Yet                     | Juliette Barnes (Hayden Panettiere)                                                    | Écrit par Trent Dabbs and Caitlyn Smith                                                                                          | Oui                             | Oui               | Oui                       |
| 213     | This Time                                               | Rayna (Connie Britton)                                                                 | Allison Moorer et Jeffrey Steele                                                                                                 | Oui                             | Oui               | Oui                       |
| 213     | Black Roses                                             | Scarlett (Clare Bowen)                                                                 | Bande Originale. Écrit par Lucy Schwartz                                                                                         | Oui                             | Oui               | Oui                       |
| 214     | This Time                                               | Rayna (Connie Britton)                                                                 | Allison Moorer et Jeffrey Steele                                                                                                 | Oui                             | Oui               | Oui                       |
| 214     | The Blues Have Blown Away                               | Maddie, Daphne et Rayna ( Lennon & Maisy Stella et Connie Britton)                     | Écrit par Jill Andrews et Shawn Camp                                                                                             | Oui                             | Oui               | Non                       |
| 214     | What If I Was Willing                                   | Will Lexington (Chris Carmack)                                                         | Bande Originale Écrit par Brian Davis, Randy Montana et Billy Montana                                                            | Oui                             | Oui               | Oui                       |
| 214     | Keep Coming Back                                        | Deacon Claybourne (Charles Esten)                                                      | Écrit par Gareth Dunlop et Kim Richey                                                                                            | Oui                             | Oui               | Non                       |
| 214     | Who I Am                                                | Will Lexington (Chris Carmack)                                                         | Écrit par | Non                             | Non               | Oui                       |
| 215     | I Ain't Leaving Without Your Love (Acoustic Version)    | Gunnar, Avery & Zoey (Sam Palladio, Jonathan Jackson & Chaley Rose)                    | Écrit par Cary Barlowe, Justin Davis et Sarah Zimmerman                                                                          | Non                             | Non               | Non                       |
| 215     | Don't Put Dirt On My Grave Just Yet (Orchestra Version) | Juliette Barnes (Hayden Panettiere)                                                    | Écrit par Trent Dabbs et Caitlyn Smith                                                                                           | Non                             | Non               | Oui                       |
| 215     | I Ain't Leaving Without Your Love                       | Gunnar, Avery & Zoey (Sam Palladio, Jonathan Jackson & Chaley Rose)                    | Écrit par Cary Barlowe, Justin Davis et Sarah Zimmerman                                                                          | Non                             | Non               | Oui                       |
| 215     | Like New                                                | Deacon (Charles Esten)                                                                 | Écrit par Jonathan Singleton, Justin Davis et Sarah Zimmerman                                                                    | Oui                             | Oui               | Non                       |
| 216     | Come Find Me (Demo Acoustic Version)                    | Scarlett ft. Liam (Clare Bowen et Michiel Huisman)                                     | Écrit par Sarah Buxton et John Scott Sherrill                                                                                    | Non                             | Non               | Oui                       |
| 216     | What If I Was Willing (Acoustic Version)                | Will Lexington (Chris Carmack)                                                         | Bande Originale Écrit par Brian Davis, Randy Montana et Billy Montana                                                            | Non                             | Non               | Non                       |
| 216     | Hennessee                                               | Gunnar, Avery & Zoey (Sam Palladio, Jonathan Jackson & Chaley Rose)                    | Écrit par Taylor Burns, Chris Hennessee, Joel King, Leroy Wulfmeier et Richard Young                                             | Non                             | Non               | Oui                       |
| 217     | Carry You Home                                          | Zoey (Chaley Rose)                                                                     | Écrit par Gordie Sampson, Caitlyn Smith et Troy Verges                                                                           | Non                             | Non               | Oui                       |
| 217     | It All Slows Down                                       | Layla (Aubrey Peeples)                                                                 | Écrit par Karyn Rochelle et Sarah Siskind                                                                                        | Non                             | Non               | Non                       |
| 217     | He Ain't Gonna Change                                   | Rayna & Juliette (Connie Britton & Hayden Panettiere)                                  | Écrit par Al Anderson et Karyn Rochelle                                                                                          | Oui                             | Oui               | Non                       |
| 218     | Tell That Devil                                         | Juliette Barnes (Hayden Panettiere)                                                    | Écrit par Jill Andrews, Emery Dobyns et Matthew Mayfield                                                                         | Oui                             | Oui               | Non                       |
| 218     | Falling                                                 | Scarlett (Clare Bowen)                                                                 | Écrit par Gareth Dunlop et Kim Richey                                                                                            | Non                             | Non               | Oui                       |
| 218     | Joy Parade                                              | Maddie & Daphne (Lennon & Maisy Stella)                                                | Écrit par Jill Andrews et Josh Leo                                                                                               | Oui                             | Oui               | Oui                       |
| 218     | It's On Tonight                                         | Luke Wheeler, Deacon & Will (Will Chase, Charles Esten & Chris Carmack)                | Écrit par Brett Beavers, Dustin Lynch et David Lee Murphy                                                                        | Oui                             | Oui               | Oui                       |
| 219     | Done Runnin'                                            | Zoey (Chaley Rose)                                                                     | Écrit par Jacob Davis, Bob Moffatt, Clint Moffatt et Shelley Skidmore                                                            | Oui                             | Oui               | Non                       |
| 219     | Your Good Girl's Gonna Go Bad                           | Beverly O'Connor (Dana Wheeler-Nicolson)                                               | Tammy Wynette | Non                             | Non               | Non                       |
| 219     | Black Roses                                             | Scarlett (Clare Bowen)                                                                 | Bande Originale. Écrit par Lucy Schwartz                                                                                         | Oui                             | Oui               | Non                       |
| 219     | Ho Hey                                                  | Maddie & Daphne (Lennon et Maisy Stella)                                               | The Lumineers | X                               | X                 | Saison 1                  |
| 220     | Hurtin' On Me                                           | Will Lexington (Chris Carmack)                                                         | Ecrit par Shane McAnally, Josh Osborne et Trevor Rosen                                                                           | Non                             | Non               | Non                       |
| 220     | It Ain't Yours to Throw Away                            | Gunnar (Sam Palladio)                                                                  | Écrit par Lee Brice, Jon Stone et Pam Tillis                                                                                     | Oui                             | Oui               | Non                       |
| 220     | Wrong for the Right Reasons                             | Rayna (Connie Britton)                                                                 | Écrit par Chris DeStefano, Rosi Golan et Natalie Hemby                                                                           | Non                             | Non               | Oui                       |
| 221     | Then I Was Loved By You                                 | Will Lexington (Chris Carmack)                                                         | Écrit par Kalisa Ewing et Casey Wood                                                                                             | Oui                             | Oui               | Non                       |
| 221     | Don't Put Dirt On My Grave Just Yet (Live Version)      | Juliette Barnes & Luke Wheeler(Hayden Panettiere & Will Chase)                         | Écrit par Trent Dabbs et Caitlyn Smith                                                                                           | Non                             | Non               | Oui                       |
| 221     | Closer to Nowhere                                       | Kellie Pickler                                                                         | Titre de Kellie Pickler | X                               | X                 | X                         |
| 221     | A Life That's Good                                      | Rayna, Dreacon, Maddie & Daphne (Connie Britton, Charles Esten, Lennon & Maisy Stella) | (Titre originel de Deacon (dans la série)) Bande Originale Écrit par Ashley Monroe et Sarah Siskind                              | Non                             | Non               | Oui                       |
| 222     | One Light Shining                                       | Avery (Jonathan Jackson)                                                               | Écrit par Ross Copperman, Blair Daly et Troy Verges                                                                              | Oui                             | Oui               | Non                       |
| 222     | He Ain't Gonna Change                                   | Rayna & Juliette (Connie Britton & Hayden Panettiere)                                  | Écrit par Al Anderson et Karyn Rochelle                                                                                          | Oui                             | Oui               | Non                       |
| 222     | Ball and Chain                                          | Rayna & Luke Wheeler (Connie Britton & Will Chase)                                     | Écrit par Tammi Lynn Kidd et Paul Kennerley                                                                                      | Non                             | Non               | Oui                       |
| 222     | It Ain't Yours to Throw Away                            | Gunnar & Scarlett (Sam Palladio & Clare Bowen)                                         | Écrit par Lee Brice, Jon Stone et Pam Tillis                                                                                     | Oui                             | Oui               | Non                       |

## Saison 3 (2014-2015)
La série est reconduite à l'automne 2014.